# ロゼート・デッリ・アブルッツィ
ロゼート・デッリ・アブルッツィ（イタリア語: Roseto degli Abruzzi）は、イタリア共和国アブルッツォ州テーラモ県にある、人口約26,000人の基礎自治体（コムーネ）。

## 地理

### 位置・広がり

#### 隣接コムーネ
隣接するコムーネは以下の通り。
- アトリ
- ジュリアノーヴァ
- モッロ・ドーロ
- モシャーノ・サンタンジェロ
- ノタレスコ
- ピネート

## 行政

### 行政区画
ロゼート・デッリ・アブルッツィには以下の分離集落（フラツィオーネ）がある。
- San Giovanni, Campo a Mare, Casal Thaulero, Cologna Paese, Cologna Spiaggia, Montepagano, Santa Lucia, Voltarrosto, Bonaduce